# Rodolfo Audinot
Pour les articles homonymes, voir Audinot.
Rodolfo Audinot (Bologne, 20 janvier 1814 - Bologne, 30 mars 1874) est un commerçant et un homme politique italien.

## Biographie
Il a été député de la VIIe législature du royaume de Sardaigne.
Il a été député du royaume d'Italie durant les VIIIe, IXe et Xe législatures. Il a également été sénateur de la Xe législature du royaume d'Italie.